# USS Ohio (SSGN-726)
Lo USS Ohio (SSBN-726/SSGN-726) è il primo sottomarino nucleare lanciamissili da crociera della classe Ohio prodotto per la marina militare degli Stati Uniti d'America. Inoltre è stato il quarto natante a portare il nome dello Stato dell'Ohio.
Originariamente nato come sottomarino lanciamissili balistici (SSBN), l'Ohio è stato convertito in SSGN tra il 2003 e il 2006.

## Costruzione e attività pre-conversione
L'Ohio è stato costruito dalla divisione Electric Boat della General Dynamics Corporation nei cantieri di Groton, in Connecticut, varato il 7 aprile 1979 e messo in servizio l'11 novembre 1981, con il capitano A. K. Thompson al comando della Blue Crew e il capitano A. F. Campbell al comando della Gold Crew. In occasione della cerimonia di entrata in servizio, l'allora vicepresidente statunitense George H. W. Bush ribadì agli 8 000 astanti che il sottomarino costituiva una "nuova dimensione nella deterrenza strategica della nostra nazione", e l'ammiraglio Hyman G. Rickover affermò che l'Ohio avrebbe dovuto "incutere timore nei cuori dei nostri nemici".
Dopo che entrambi gli equipaggi ebbero terminato le proprie operazioni di organizzazione e dimostrazione, culminate con il lancio di un missile Trident C4, l'Ohio lasciò l'Atlantico e attraversò il Canale di Panama per poi recarsi nella base navale per sottomarini di Bangor, oggi facente parte della base navale di Kitsap, nello Stato di Washington, dove arrivò il 12 agosto 1982. Da lì, dopo aver condotto il suo primo carico di missili Trident C4, il sottomarino è salpato per il suo primo servizio di pattuglia di deterrenza strategica nell'ottobre successivo, con a bordo la Blue Crew, rientrando dopo settanta giorni. Da allora, l'Ohio ha continuato con i suoi servizi di pattuglia fino all'agosto 2003, con un solo stop dal giugno 1993 al giugno 1994, quando fece rientro ai cantieri navali dello stretto di Puget, nello Stato di Washington, per essere sottoposto a un upgrade sonar e dei sistemi di navigazione.

## Conversione a SSGN
Nato come SSBN, quindi come sottomarino nucleare lanciamissili balistici, e con il ritiro dal servizio programmato per 2002, l'Ohio è invece stato sottoposto, così come gli altri tre più vecchi sottomarini delle stessa classe, ad una conversione in sottomarino lanciamissili da crociera iniziata nel novembre 2003, presso i cantieri navali di Norfolk, e conclusasi il 9 gennaio 2006. Conseguentemente, il suo hull classification symbol (letteralmente "simbolo di classificazione di scafo") è passato da SSBN-726 a SSGN-726.
La conversione ha visto la modifica di 22 dei 24 tubi di lancio per i Trident con l'inserimento di sistemi di lancio verticali (VLS) ed il riarmo di questi con sette missili BGM-109 Tomahawk, per un totale di 154 missili. I sistemi di lancio possono ospitare, all'occorrenza, anche missili da crociera supersonici e ipersonici di nuova generazione, missili balistici di media gittata (Submarine Launched Intermediate Range Ballistic Missiles, SLIRBM), aeromobili a pilotaggio remoto, missili decoy come gli ADM-160 MALD ed altri dispositivi utilizzati in missioni di sorveglianza e pattugliamento. I restanti due tubi sono invece stati modificati per permettere la fuoriuscita di sommozzatori mentre il battello si trova fermo ad una profondità non superiore ai trenta metri.

## Attività post-conversione
Il 7 febbraio 2006, l'Ohio ha fatto ritorno alla propria base di appoggio e il 15 ottobre 2007 è partito per la sua prima missione come SSGN, la prima di un sottomarino di classe Ohio, durante la quale la Blue Crew ha condotto diversi test e ispezioni.
Il 28 giugno 2010, l'Ohio è stato uno dei tre sottomarini di classe Ohio coinvolti nella risposta statunitense ai test missilistici effettuati dalla Cina nella parte del Mar Cinese Orientale attualmente contesa tra Cina e Giappone per lo sfruttamento dei giacimenti di gas naturale lì presenti. Quel giorno, l'Ohio solcò in emersione le acque territoriali delle Filippine, mentre contemporaneamente lo USS Florida (SSGN-728) transitava nelle acque del territorio britannico dell'Oceano Indiano e lo USS Michigan (SSGN-727) in quelle della Corea del Sud.
Nel novembre 2011 il tenente Britta Christianson divenne il primo ufficiale donna della storia a risultare idonea al servizio su un sottomarino della marina statunitense, venendo assegnata alla Gold Crew dell'USS Ohio.
Nel dicembre 2020, la marina militare statunitense ha annunciato che l'Ohio sarebbe stato ritirato dal servizio entro il 2026 nell'ambito del procedimento Ship-Submarine Recycling Program.